# Культура глухих
Культу́ра глухи́х, или сурдокультура — совокупность представлений, стратегий поведения, традиций, искусств, истории, ценностей в культурах, где значительная часть людей имеют нарушения слуха и используют жестовые языки для общения. Не все глухие владеют жестовой речью, а владение ею обычно является главным условием для вхождения в культуру глухих.
Члены сообщества глухих имеют тенденцию рассматривать глухоту как особенность, а не как инвалидность.
В сообщество глухих входят также родственники и друзья глухих людей, а также переводчики жестового языка. Согласно Анне Майндесс, бо́льшую роль для вхождения в сообщество играет идентификация с глухими. Аналогично другим социальным группам, признаком вхождения являются самоидентификация с участниками группы и восприятие другими данного человека членом группы.
Культура глухих упомянута в 30-й статье Конвенции о правах инвалидов: «Инвалиды имеют право наравне с другими на признание и поддержку их особой культурной и языковой самобытности, включая жестовые языки и культуру глухих». Резолюция Европарламента по жестовым языкам 1998 года утверждает, что у каждого европейского жестового языка есть собственная культурная идентичность. Глухие активисты борются за юридическое распознавание жестовых языков вплоть до придания им статуса государственных (как в Новой Зеландии).

## Восприятие
Исторически культура глухих формировалась в специализированных школах и обществах глухих. Вхождение в культуру может произойти в детстве при обучении жестовому языку у родителей, в школе или даже после окончания обучения.
Хотя до 50 % случаев глухоты вызвано генетическими причинами, меньше пяти процентов глухих имеют глухого родителя, в результате чего культура глухих отличается от других социальных общностей тем, что большинство членов входят туда независимо от родителей.

### Многообразие
Не существует единой культуры глухих, имеется множество разрозненных сообществ глухих, они говорят на разных жестовых языках и имеют разные культурные нормы. Культура глухих связана с другими видами культурной идентичности: гражданством, национальностью, расой, образованием, гендером, социальным классом, сексуальной ориентацией и другими маркерами. Разнится и степень идентификации себя с глухими по сравнению со степенью идентификации с другими группами. К примеру, в исследовании 1989 года было показано, что 87 % чернокожих глухих в первую очередь считают себя членами культуры негров.

## Характеристики культуры

### Жестовые языки
Люди, входящие в культуру глухих, говорят на жестовых языках, которых в мире насчитывается больше двухсот, включая 114, перечисленных в «Ethnologue», и ещё 157 языковых систем, языков и диалектов. Хотя слышащие в США и Великобритании говорят преимущественно на английском языке, глухие этих двух стран говорят на американском жестовом языке и британском жестовом языкам, относящимся к разным языковым семьям. Калькирующая жестовая речь не является жестовым языком и используется в качестве дополнения к письменному и устному звучащему языку.

### Ценности и представления
Широко распространено положительное отношение к глухоте, часто считается, что нарушение слуха не является требующим лечения состоянием. Встречается отрицательное отношение к слуховым аппаратам и обучению детей только звучащему языку. Резко отрицательно отношение к дискриминации глухих и слабослышащих. Культура глухих США коллективистская, а не индивидуалистская, глухие ценят своё сообщество.

### Нормы поведения
В среде глухих имеются этикетные правила, определяющие допустимые способы привлечения внимания, вмешательства в разговор, прощания и других действий. Обычно члены сообщества информируют друг друга о своих действиях, к примеру, считается грубым не сообщать об опоздании или раннем уходе. Зачастую глухие более прямолинейны и резки, чем слышащие.
В среде глухих людей распространено использование так называемых жестовых имён - имён, которые даются непосредственно на языке глухих - на жестовом языке.
При знакомстве глухие обычно стараются достичь взаимопонимания, причём из-за небольшого размера сообщества чаще всего у них имеются общие знакомые.
Для глухих обычно приходить на мероприятия заранее (вероятно, из-за необходимости найти место для обзора).

### Отношение к технологиям
Слабослышащие и глухие часто активно пользуются техническими средствами. Они пользуются видеозвонками вместо телефонной связи, а фильмы и телевидение смотрят с телетекстом и субтитрами. Для общения со слышащими могут применяться блокноты или телефоны. В Интернете глухие общаются на специализированных сайтах или в социальных сетях.
Системы оповещения от пожарной сигнализации до будильников для использования глухими отличаются от обычных: используются виброчасы, виброподушки, мигающие источники света. Пример адаптирования архитектуры для глухих — использование автоматически открывающихся дверей, чтобы при входе в помещение не требовалось прерывать разговор.